# Élection présidentielle burundaise de 2005
L'élection présidentielle burundaise de 2005 s'est déroulée le 19 août 2005 au suffrage indirect.